# Nymphidium undulata
Nymphidium undulata är en fjärilsart som beskrevs av Felix Bryk 1953. Nymphidium undulata ingår i släktet Nymphidium och familjen Riodinidae. Inga underarter finns listade i Catalogue of Life.